# Charles Waldron
Charles Dieudonnee Waldron (Waterford, 23 dicembre 1874 – Los Angeles, 4 marzo 1946) è stato un attore statunitense, attivo in teatro e sul grande schermo. In alcuni film risulta accreditato come Charles Waldron Sr., Chas. Waldron Sr., Charles D. Waldron o Mr. Waldron.

## Biografia
Nato a Waterford (New York) e cresciuto in una famiglia di attori, Charles Waldron venne avviato dai genitori alla carriera finanziaria e lavorò per un periodo a Filadelfia come impiegato di banca, occupazione che abbandonò presto per dedicarsi anch'egli alla recitazione. Debuttò il 3 dicembre 1907 al Belasco Theatre di Broadway nel dramma The Warrens of Virginia.
Sul grande schermo recitò in oltre quaranta film, più una ventina per i quali non venne accreditato tra cui La via del tabacco (1941) di John Ford, Bernadette (1943) di Henry King e Rapsodia in blu (1945) di Irving Rapper.
Tra le numerose interpretazioni si ricordano quelle di Mark Embury nel film muto Mice and Men (1916) di James Searle Dawley, Thad Goodwin in Kentucky (1938) di David Butler, Padre Rafael in La gloriosa avventura (1939) di Henry Hathaway e il generale Sternwood ne Il grande sonno (1946) di Howard Hawks.

## Vita privata
Dal 1907 fino alla morte fu sposato con Alice May King, dalla quale ebbe due figli, Dieudonnee Thorne e Charles King, attore anche quest'ultimo.
È sepolto nel Forest Lawn Memorial Park di Hollywood Hills a Los Angeles.

## Filmografia

### Cortometraggi

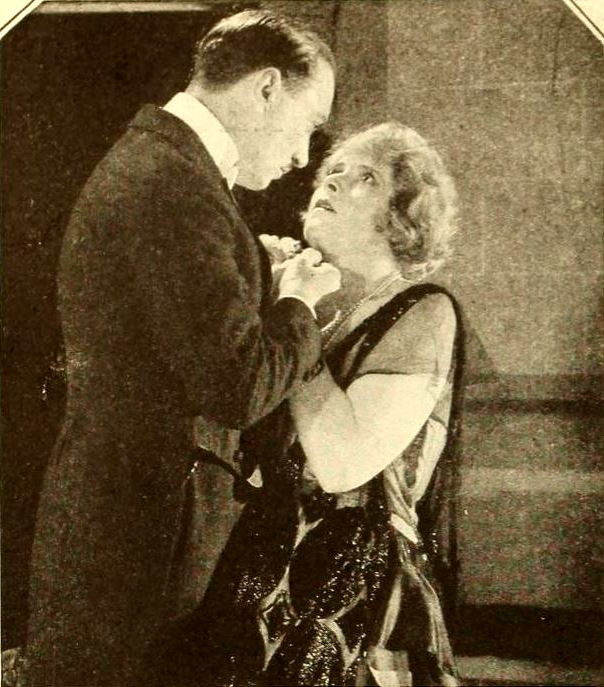
Con Pearl White in The Thief (1920)

- Big Noise Hank, regia di Milton J. Fahrney (1911)
- Esmeralda, regia di James Kirkwood (1915)
- The Thief, regia di Charles Giblyn (1920)
- They're Always Caught, regia di Harold S. Bucquet (1938)
- The Monroe Doctrine, regia di Crane Wilbur (1939)

### Lungometraggi
- When We Were Twenty-One, regia di Hugh Ford e Edwin S. Porter (1915)
- At Bay, regia di George Fitzmaurice (1915)
- Mice and Men, regia di J. Searle Dawley (1916)
- Audrey, regia di Robert G. Vignola (1916)
- Everyman's Price, regia di Burton L. King (1921)
- Wanderer of the Wasteland, regia di Otho Lovering (1935)
- Fuggiasca (Mary Burns, Fugitive), regia di William K. Howard (1935)
- Ho ucciso! (Crime and Punishment), regia di Josef von Sternberg (1935)
- Lotta di spie (The Great Impersonation), regia di Alan Crosland (1935)
- Ramona, regia di Henry King (1936)
- Career Woman, regia di Lewis Seiler (1936)
- A Doctor's Diary, regia di Charles Vidor (1937)
- I candelabri dello Zar (The Emperor's Candlesticks), regia di George Fitzmaurice (1937)
- Baciami così (It's All Yours), regia di Elliott Nugent (1937)
- Escape by Night, regia di Hamilton MacFadden (1937)
- My Dear Miss Aldrich, regia di George B. Seitz (1937)
- La vita a vent'anni (Navy Blue and Gold), regia di Sam Wood (1937)
- The Little Adventuress, regia di D. Ross Lederman (1938)
- Kentucky, regia di David Butler (1938)
- On Borrowed Time, regia di Harold S. Bucquet (1939)
- La gloriosa avventura (The Real Glory), regia di Henry Hathaway (1939)
- Thou Shalt Not Kill, regia di John H. Auer (1939)
- Ricorda quella notte (Navy Blue and Gold), regia di Mitchell Leisen (1940)
- And One Was Beautiful, regia di Robert B. Sinclair (1940)
- Lo strano caso del dr. Kildare (Dr. Kildare's Strange Case), regia di Harold S. Bucquet (1940)
- La valle dei monsoni (Three Faces West), regia di Bernard Vorhaus (1940)
- Untamed, regia di George Archainbaud (1940)
- Lo sconosciuto del terzo piano (Stranger on the Third Floor), regia di Boris Ingster (1940)
- Street of Memories, regia di Shepard Traube (1940)
- Il figlio di Montecristo (The Son of Monte Cristo), regia di Rowland V. Lee (1940)
- The Case of the Black Parrot, regia di Noel M. Smith (1941)
- Il diavolo si converte (The Devil and Miss Jones), regia di Sam Wood (1941)
- The Nurse's Secret, regia di Noel M. Smith (1941)
- Three Sons o' Guns, regia di Benjamin Stoloff (1941)
- Rise and Shine, regia di Allan Dwan (1941)
- Thru Different Eyes, regia di Thomas Z. Loring (1942)
- Le tre sorelle (The Gay Sisters), regia di Irving Rapper (1942)
- Prigionieri del passato (Random Harvest), regia di Mervyn LeRoy (1942)
- Mademoiselle Fifi, regia di Robert Wise (1944)
- Il grande sonno (The Big Sleep), regia di Howard Hawks (1946)

## Teatro
- The Warrens of Virginia, di William C. deMille (dicembre 1907-ottobre 1908)
- The Fourth Estate, di Harriet Ford e Joseph Medill Patterson (ottobre-dicembre 1909)
- Mid-Channel, di Arthur Wing Pinero (gennaio-aprile 1910)
- Judith Zaraine, di C.M.S. McLellan (gennaio 1911)
- June Madness, di Henry Kitchell Webster (settembre-ottobre 1912)
- The High Road, di Edward Sheldon (novembre 1912-gennaio 1913)
- The Painted Woman, di Frederic Arnold Kummer (marzo 1913)
- The Strange Woman, di William J. Hurlbut (1913-1914)
- The Dragon's Claw, di Austin Strong (settembre 1914)
- Daddy Long Legs, di Jean Webster (settembre 1914-maggio 1915)
- The Woman in Room 13, di Samuel Shipman e Max Marcin (gennaio-giugno 1919)
- The Passion Flower, adattamento di La malquerida di Jacinto Benavente (gennaio-maggio 1920)
- Mary Stuart, di John Drinkwater / A Man About Town (marzo-aprile 1921)
- Swords, di Sidney Howard (settembre 1921)
- The Elton Case, di William Devereux (settembre 1921)
- A Bill of Divorcement, di Clemence Dane (ottobre 1921-marzo 1922)
- A Pinch Hitter, di H.M. Harwood (giugno 1922)
- The Guilty One, di Michael Morton e Peter Traill (marzo-aprile 1923)
- Mrs. Partridge Presents, di Mary Kennedy e Ruth Hawthorne (gennaio-marzo 1925)
- Hamlet, di William Shakespeare (novembre 1925-gennaio 1926)
- Magda, di Hermann Sudermann (gennaio-febbraio 1926)
- Pyramids, di Samuel R. Golding (luglio-agosto 1926)
- The Heaven Tappers, di George Scarborough e Annette Westbay (marzo 1927)
- Madame X, di Alexandre Bisson (luglio 1927)
- Coquette, di George Abbott (novembre 1927-settembre 1928)
- Those We Love, di George Abbott e S.K. Lauren (febbraio-aprile 1930)
- The Vikings, adattamento di Guerrieri a Helgeland di Henrik Ibsen (maggio 1930)
- Schoolgirl, di Carman Barnes e A.W. Pezet (novembre-dicembre 1930)
- The Barretts of Wimpole Street, di Rudolph Besier (febbraio-dicembre 1931)
- Electra, di Sofocle (gennaio 1932)
- Lucrece, di Andre Obey (dicembre 1932-gennaio 1933)
- Alien Corn, di Sidney Howard (febbraio-maggio 1933)
- The Pursuit of Happiness, di Alan Child e Isabelle Louden (ottobre 1933-maggio 1934)
- Dance With Your Gods, di Kenneth Perkins (ottobre 1934)
- Romeo and Juliet, di William Shakespeare (dicembre 1935-gennaio 1936)
- I Am My Youth, di Ernest Pascal e Edwin Blum (1938)
- American Landscape, di Elmer Rice (dicembre 1938-gennaio 1939)
- Deep Are the Roots, di Arnaud D'Usseau e James Gow (settembre 1945-novembre 1946)